# روس لينش
روس شور لينش (بالإنجليزية: Ross Lynch) (ولد في 29 ديسمبر 1995) هو مغني أمريكي وكاتب أغاني وممثل. وأحد الأعضاء المؤسسين لفرقة موسيقى الروك أر فايف.

## النشأة
ولد لينش وترعرع في ليتلتون، كولورادو. وهو ثاني أصغر أشقائه الخمسة (شقيقتة ريدل وأخوة ريكر، روكي، ورايلاند). وقد تلقى تعليمه في المنزل ابتداءاً من الصف الرابع عندما تعلم الغناء واللعب على الجيتار والبيانو. إنتقل لينش وعائلته إلى لوس أنجلوس في عام 2007.

## الأعمال

### الإصدارات الموسيقية
| العنوان                             | معلومات الألبوم                                                                | أعلى مرتبة في القوائم الموسيقية | أعلى مرتبة في القوائم الموسيقية | أعلى مرتبة في القوائم الموسيقية | أعلى مرتبة في القوائم الموسيقية | أعلى مرتبة في القوائم الموسيقية | أعلى مرتبة في القوائم الموسيقية | أعلى مرتبة في القوائم الموسيقية | أعلى مرتبة في القوائم الموسيقية | أعلى مرتبة في القوائم الموسيقية |
| العنوان                             | معلومات الألبوم                                                                | US                              | US OST                          | BEL                             | CAN                             | FRA                             | NL                              | NZ                              | SPA                             | UK                              |
| ----------------------------------- | ------------------------------------------------------------------------------ | ------------------------------- | ------------------------------- | ------------------------------- | ------------------------------- | ------------------------------- | ------------------------------- | ------------------------------- | ------------------------------- | ------------------------------- |
| Austin & Ally                       | - الصدور: 11 سبتمبر, 2012 - الصيغة: CD, digital download - الشركة : والت ديزني | 27                              | 1                               | —                               | —                               | —                               | —                               | —                               | —                               | —                               |
| Teen Beach Movie                    | - الصدور: 16 يوليو, 2013 - الصيغة : CD, digital download - الشركة: Walt Disney | 3                               | 1                               | 176                             | 14                              | 76                              | 56                              | 30                              | 15                              | 36                              |
| Austin & Ally: Turn It Up           | - الصدور: 17 ديسمبر, 2013 - الصيغة: CD, digital download - الشركة: Walt Disney | 89                              | 6                               | —                               | —                               | —                               | —                               | —                               | —                               | —                               |
| Austin & Ally: Take It from the Top | - الصدور: 17 أبريل, 2015 - الصيغة: CD, digital download - الشركة: Walt Disney  | —                               | 23                              | —                               | —                               | —                               | —                               | —                               | —                               | —                               |
| Teen Beach 2                        | - الصدور : 23 يونيو, 2015 - الصيغة: CD, digital download - الشركة: Walt Disney | 10                              | 1                               | —                               | —                               | 129                             | —                               | —                               | 67                              | —                               |

### أفلام
| السنة | العنوان               | الدور                              | ملاحظات                                                  |
| ----- | --------------------- | ---------------------------------- | -------------------------------------------------------- |
| 2010  | Grapple!              | أرون                               | فيلم قصير                                                |
| 2011  | A Day as Holly's Kids | طفل الهولي الفعلي                  | فيلم قصير                                                |
| 2014  | الدمى الأكثر طلبا     | فتى الزهور\ الطالب الذي ذاكر كثيراً | ظهور                                                     |
| 2016  | Snowtime!             | بيرز                               | أداء صوتي(الدوبلاج الإنجليزي لنسخة الفيلم الفرنسية 2015) |
| 2017  | صديقي دامر            | جيفري دامر                         |                                                          |

### الأغاني المصورة
| العنوان                 | السنة | إخراج       | ملاحظات                              |
| ----------------------- | ----- | ----------- | ------------------------------------ |
| "Little Miss Swagger"   | 2009  | —           |                                      |
| "Ordinary Girl"         | 2010  | شين دريك    | ظهور في الأغنية المصورة هانا مونتانا |
| "Double Take"           | 2012  | —           |                                      |
| "Better Together"       | 2012  | —           |                                      |
| "Heard It on the Radio" | 2012  | مات ستاوسكي |                                      |

## جوائز
| السنة | الجائزة                         | الفئة                                                                        | العمل المرشح | النتيجة |
| ----- | ------------------------------- | ---------------------------------------------------------------------------- | --- | ------- |
| 2013  | Nickelodeon Kids' Choice Awards | الممثل التلفزيوني المفضل                                                     | style="background: #99FF99; color: black; vertical-align: middle; text-align: center; " class="yes table-yes2"\|فوز              |         |
| 2013  | Radio Disney Music Awards       | أطرف المشاهير                                                                | style="background: #FFCCCC; color: black; vertical-align: middle; text-align: center; " class="no table-no2"\|رُشِّح                |         |
| 2013  | Radio Disney Music Awards       | أفضل أغنية مصورة                                                             | style="background: #99FF99; color: black; vertical-align: middle; text-align: center; " class="yes table-yes2"\|فوز              |         |
| 2014  | Nickelodeon Kids' Choice Awards | الممثل التلفزيوني المفضل                                                     | style="background: #99FF99; color: black; vertical-align: middle; text-align: center; " class="yes table-yes2"\|فوز              |         |
| 2014  | Teen Choice Awards              | إختيار ممثل تلفازي: الكوميديا                                                | style="background: #99FF99; color: black; vertical-align: middle; text-align: center; " class="yes table-yes2"\|فوز              |         |
| 2015  | Nickelodeon Kids' Choice Awards | الممثل التلفزيوني المفضل                                                     | style="background: #99FF99; color: black; vertical-align: middle; text-align: center; " class="yes table-yes2"\|فوز              |         |
| 2015  | Teen Choice Awards              | إختيار ممثل تلفازي: الكوميديا                                                | style="background: #99FF99; color: black; vertical-align: middle; text-align: center; " class="yes table-yes2"\|فوز              |         |
| 2015  | Teen Choice Awards              | Choice TV: Chemistry: shared with Laura Marano                               | style="background: #FFCCCC; color: black; vertical-align: middle; text-align: center; " class="no table-no2"\|رُشِّح                |         |
| 2015  | Teen Choice Awards              | Choice Music: Song from a Movie or TV Show: shared with cast of Teen Beach 2 | Teen Beach 2\| style="background: #FFCCCC; color: black; vertical-align: middle; text-align: center; " class="no table-no2"\|رُشِّح |         |
| 2015  | Teen Choice Awards              | إختيار الصيف لنجم التلفاز : رجال                                             | Teen Beach 2\| style="background: #FFCCCC; color: black; vertical-align: middle; text-align: center; " class="no table-no2"\|رُشِّح |         |
| 2016  | Nickelodeon Kid's Choice Awards | أفضل نجم تلفازي : برامج الأطفال                                              | style="background: #99FF99; color: black; vertical-align: middle; text-align: center; " class="yes table-yes2"\|فوز              |         |
| 2016  | Teen Choice Awards              | إختيار ممثل تلفازي: الكوميديا                                                | style="background: #99FF99; color: black; vertical-align: middle; text-align: center; " class="yes table-yes2"\|فوز              |         |

## وصلات خارجية
- روس لينش على موقع IMDb (الإنجليزية)
- روس لينش على موقع روتن توميتوز (الإنجليزية)
- روس لينش على موقع ألو سيني (الفرنسية)
- روس لينش على موقع ميوزك برينز (الإنجليزية)
- روس لينش على موقع أول موفي (الإنجليزية)
- روس لينش على موقع قاعدة بيانات برودواي على الإنترنت (الإنجليزية)
- روس لينش على موقع أول ميوزيك (الإنجليزية)
- روس لينش على موقع ديسكوغز (الإنجليزية)
- روس لينش على موقع قاعدة بيانات الفيلم (الإنجليزية)
- روس لينش على موقع كينوبويسك (الروسية)